# Bellezza

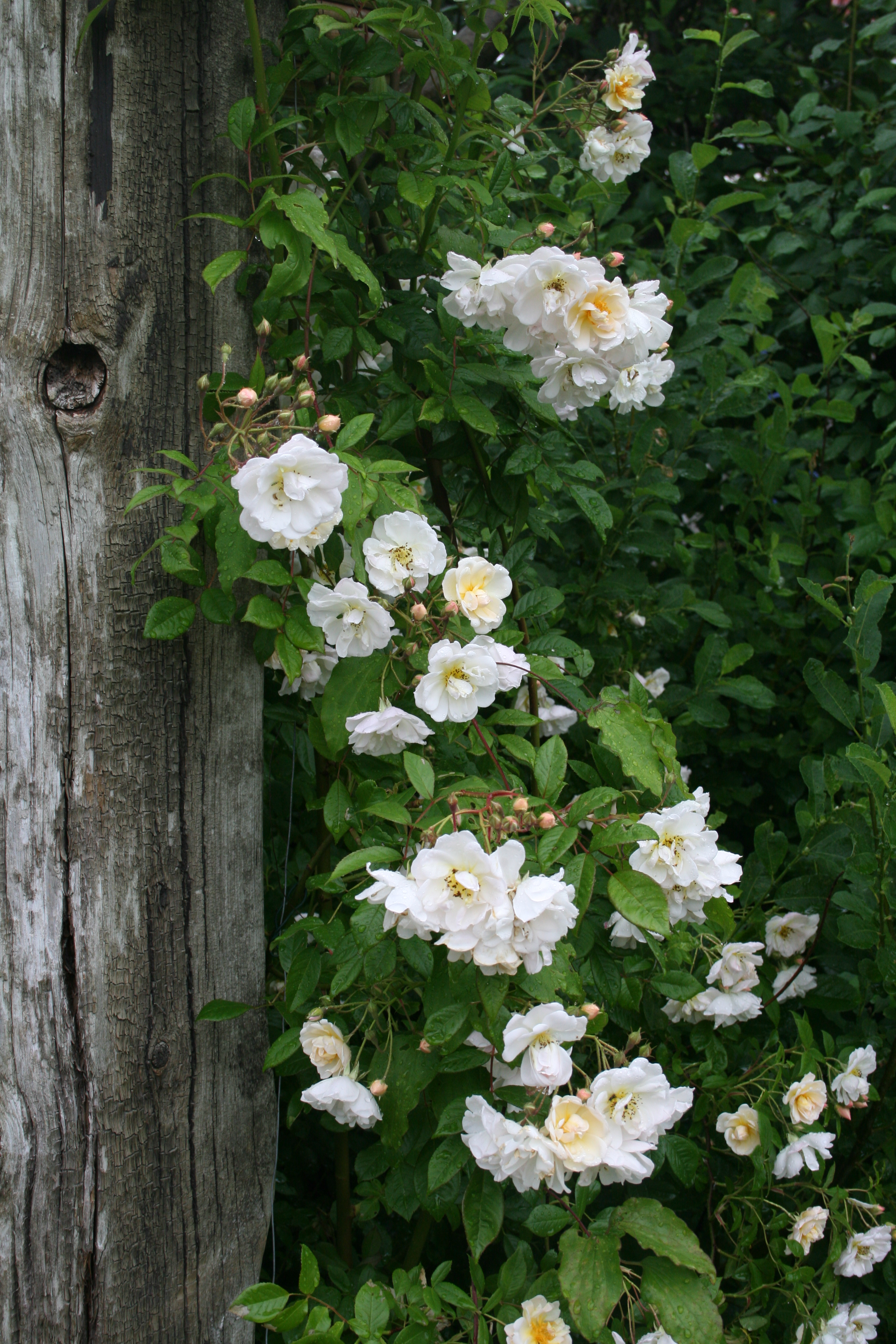
Rosa rambler Lykkefund, Aksel Olsen (Danimarca, 1930).

La bellezza è un concetto astratto generalmente definita come la qualità di una cosa che viene percepita (specialmente con la vista e l'udito) e che fornisce una sensazione duratura di piacere, significato o soddisfazione. La cosa può essere un luogo, un paesaggio, una persona, un essere vivente, un oggetto, un'idea o un'opera d'arte. 
È considerata una parte dell'estetica, della cultura, della psicologia sociale, della filosofia e della sociologia. Il suo concetto opposto è la bruttezza. 
La bellezza, insieme alla verità e alla bontà, è uno dei trascendentali, che sono spesso considerati i tre concetti fondamentali della comprensione umana.

## Introduzione
Va distinto il concetto di "bellezza oggettiva" da quello di "bellezza soggettiva".
Sebbene in molte culture questi due concetti siano facilmente scindibili, la bellezza oggettiva è l'unica con la quale si possa impostare un discorso concreto.
La definizione di concetti non oggettivi porta, infatti, all'influenza su di essi del gusto personale. Risulta così impossibile discutere obiettivamente su di un argomento, senza essere influenzati dal proprio senso e gusto.
La bellezza è soggettiva.
La bellezza oggettiva è funzione del tempo e alla propria cultura, poiché tali canoni cambiano nel tempo ma restano validi per il periodo indicato.
La bellezza comporta la cognizione degli oggetti come aventi una certa armonia intrinseca oppure estrinseca, con la natura, che suscita nell'osservatore un senso ed esperienza di attrazione, affezione, piacere, salute.

Spesso si afferma che un "oggetto di bellezza" è qualsiasi cosa nel mondo percepito che riveli un aspetto significativo per la persona riguardo alla "bellezza naturale". La presenza del sé in qualsiasi contesto umano, indicherebbe che la bellezza è naturalmente basata sul sentimento che suscita negli esseri umani, anche se la "bellezza umana" è soltanto l'aspetto dominante di una più grande e incalcolabile "bellezza naturale".

Il contrario di bellezza è bruttezza, intesa come la percezione di un'assenza di bellezza o accumulo d'imperfezioni, che suscita indifferenza o scarso gradimento estetico e genera una percezione negativa dell'oggetto.
Secondo il testo Attaccamento e amore (come altri testi) [senza fonti], la bellezza umana (e animale, è noto come in tutte le specie le femmine rifiutino determinati maschi), univoca e non opinabile, corrisponde alla cosiddetta "sezione aurea" (presente anche in opere architettoniche, tra cui il Partenone), e quindi a una struttura cranica delineata in linee architettoniche di tensione idealmente resistenti alle sollecitazioni meccaniche; questa, unitamente ad altri segnali (esterni al cranio) che indichino comunque salute fisica e assenza di difetti genetici (esperimenti su animali indicano chiaramente che i maschi rifiutati risultano tendenzialmente portatori di svariati difetti nel DNA). 
Secondo il testo Storia della bellezza di Umberto Eco invece, la bellezza non è mai stata un assoluto e immutabile ma è mutata a seconda del periodo storico e del luogo e questo non è vero solo per la bellezza fisica (si pensi alla Venere di Willendorf, alla Venere con Cupido di Lucas Cranach o alle Tre grazie di Rubens) ma anche per la bellezza di Dio e dei santi o come idea.
Se in alcuni studi attuali la bellezza ha una qualche relazione positiva con la simmetria (o più propriamente con un'armonia di proporzioni), ci sono esempi di asimmetrie come l'eterocromia (che quando congenita è dovuta ad "alterazioni genetiche") e lo strabismo di Venere ritratta nella Primavera del Botticelli, che hanno invece un impatto positivo sulla bellezza e che rendono i meccanismi sottostanti la percezione della bellezza fisica non chiari; a rendere il quadro ancor più complesso, secondo uno studio sull'attrattività facciale, gli aspetti dell'apparenza del viso non sono completamente oggettivi ma dipendenti da preferenze: se un tratto comunica un qualche beneficio per l'osservatore, ci si aspetterà che gli individui classificabili in quel sottogruppo di popolazione, possano trovare in quel tratto un indicatore positivo di attrattività (questo potrebbe confermare le differenti rappresentazioni nella storia dell'arte della bellezza fisica).
Gli insegnamenti religiosi e morali spesso mettono a fuoco la "virtù" e la "divinità" della bellezza, per delineare la bellezza naturale come un aspetto di una "bellezza spirituale" (ovvero "verità") e definire tutte le pretese egocentriche e materialistiche basate sull'ignoranza. L'antica storia di Narciso, per esempio, tratta la distinzione fra bellezza e vanità. Nel contesto moderno, l'utilizzo della bellezza come mezzo per promuovere un'ideologia o un dogma è stato fulcro di dibattiti sociali che trattano argomenti come pregiudizio, etica e diritti umani. L'utilizzo della bellezza a fini commerciali è un aspetto controverso della "guerra culturale", all'interno del quale il femminismo tipicamente afferma che tale utilizzo promuove una percezione dogmatica (cioè il mito del Bello) piuttosto che virtuosa della bellezza.
"Bellezza" e "gusto" dell'osservatore sembrano termini inscindibili, in quanto concepire una bellezza indipendente da un qualche osservatore che stia lì per goderne la vista, equivale a pensare a un dipinto bellissimo dimenticato in una cassaforte da decenni. Oppure a un fiore che cresce in mezzo a una foresta invalicabile da umani e animali (mancando un osservatore, esiste allora la bellezza?). Tali oggetti "possono" essere senz'altro concepiti, ma mancano del tutto di quel carattere d'interazione "pratica" (di azione e reazione) con un'intelligenza percettiva, che tendenzialmente riconosciamo al "bello".

### Il concetto aristotelico del "Bello" corrispondente al "Vero"
Il bello per Aristotele e Platone è il "Vero". Nell'età moderna, Giambattista Vico afferma un altro criterio, secondo cui il vero è il "fatto" (verum - factum). Unificando questi due criteri ricaviamo la forma occidentale della bellezza, che è inevitabilmente l'arte. Il bello è nell'arte e la possibilità che la bellezza sia propria della natura è esplicitamente ammessa da Kant nella Critica del Giudizio dove definisce il bello naturale come "bello d'arte" e il "bello d'arte" come il bello di natura. Essenzialmente, nella cultura filosofica dell'Occidente il bello si definisce in funzione del giudizio che lo esprime, mentre il "bello in sé" è assolutamente chimerico.

### Il "bello" come corrispondente al "regno delle idee"
Nel tardo Impero romano, il filosofo Plotino, ristabilendo il collegamento tra opera d'arte e regno delle idee, espone ampiamente il concetto di "visione interiore" già proposto da Platone, che permette all'artista di attingere da una forma ideale del bello, non esistente nella res extensa (mondo reale) ma soltanto nella res cogitans (mondo delle idee), e che presto o tardi sfocerà in una rappresentazione materiale. Si può applicare a mai creati dipinti, architetture, forme di governo, sculture, strategie, modelli matematici, ecc. oppure a un ipotetico essere umano: "il più bello nella storia" ancora non nato.

## I rischi di un'estetica radicalmente empirista
Va altresì chiarito dove si nasconda il rischio di un'estetica radicalmente empiristica: questo consiste nel fatto che essa dovrebbe, a rigore, parlare prioritariamente se non esclusivamente degli organi di senso, o della coscienza, che riceve e unifica i "dati" di bellezza; ma ciò significa trascurare e, alla fine, ignorare completamente gli oggetti cui si accorda o rifiuta lo statuto di bellezza; il che, particolarmente nel caso delle arti umane, risulterebbe oltraggioso per gli artefici e finalmente assurdo, come assurda può essere solo una scienza dell'arte che mostri indifferenza verso le opere.
Tuttavia la tendenza a considerare la bellezza di un oggetto intrinsecamente connessa con un soggetto che lo contempla, il quale "applica" il giudizio all'oggetto e lo ritiene bello in grazia del concetto di bellezza che porta in sé, appare tanto dubbia quanto insopprimibile, nella nostra cultura estetica.
Al riguardo Kant, nella sua Critica del Giudizio, analizza il bello dandone quattro definizioni, che ne delineano altrettante caratteristiche:
- il "disinteresse": secondo la categoria di qualità un oggetto è bello solo se è tale disinteressatamente quindi non per il suo possesso o per interessi di ordine morale, utilitaristico ma solo per la sua rappresentazione;
- l'"universalità": secondo la quantità il bello è ciò che piace universalmente, condiviso da tutti, senza che sia sottomesso a qualche concetto o ragionamento, ma vissuto spontaneamente come bello;
- la "finalità senza scopo": secondo la categoria di relazione un oggetto è da considerarsi bello senza che la sua contemplazione sia mirata a uno scopo preciso, ovvero la sua rappresentazione è finalizzata unicamente a sé stessa;
- la "necessità": secondo la categoria di modalità è bello qualcosa su cui tutti devono essere d'accordo necessariamente ma non perché può essere spiegato intellettualmente; anzi, Kant pensa che il bello sia qualcosa che si percepisce intuitivamente: non esserci quindi "principi razionali" del gusto, tanto che l'educazione alla bellezza non può essere espressa in un manuale, ma solo attraverso la contemplazione stessa di ciò che è bello.

### Intellettualizzazione dell'opera d'arte
È peraltro la sintesi di quel processo d'intellettualizzazione dell'opera d'arte che rappresenta la più cospicua novità nell'arte di questi ultimi due secoli, dal Romanticismo in poi. L'arte moderna e contemporanea, la hegeliana arte romantica, è segnata dal confronto con l'osservatore - critico in modo profondissimo, tale da non consentire più in alcun modo la spontaneità creativa, l'innocenza primaria del dipinto di Gustave Courbet, L'origine del mondo - innocenza peraltro sapientissima - se non nel ghetto/riserva/colonia penale del genere naïf. Da quel momento l'opera d'arte è "operazione" sul corpo dell'arte; ogni nuova opera è osservatrice della totalità della tradizione artistica; chiama in causa la filosofia dell'arte; si fa meta-arte e in molteplici correnti si traduce in una discesa agli inferi dei materiali dell'arte, fino a congiungersi con il residuale, con l'immondizia.

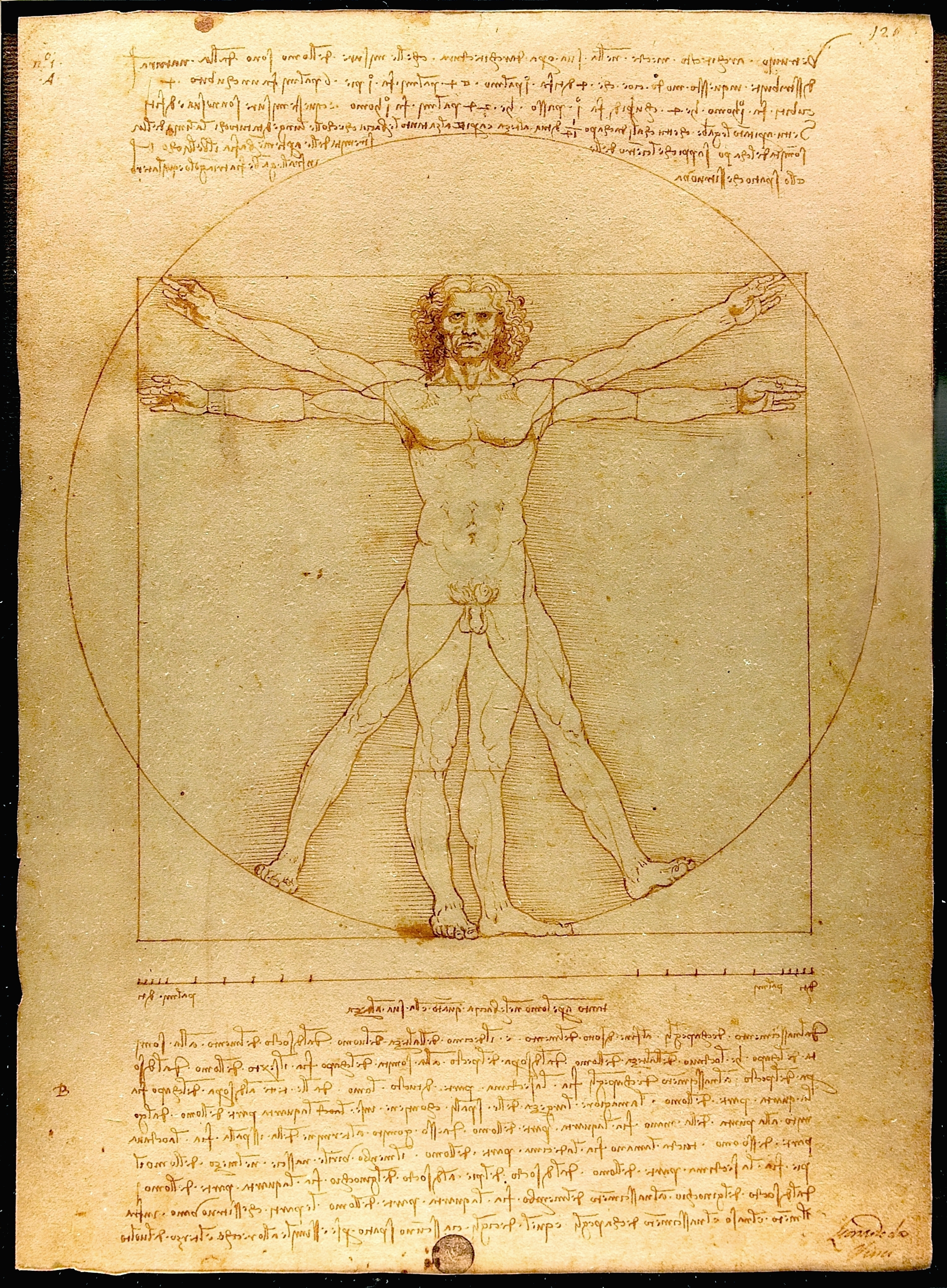
Uomo vitruviano, proporzioni del corpo umano.

### Criteri obiettivi nella valutazione di un'opera d'arte
- Criteri classici: armonia nella composizione, rispetto del canone, corrispondenza al vero, chiaroscuro, conformità teologica, perfezione, prospettiva, rispetto delle proporzioni vitruviane, presenza della curva sigma di Hogarth, simbolismo, simmetria, rispetto dello stile che si è scelto.
- Criteri moderni: accettazione da parte della critica, asimmetria controllata, astrattismo, contrasto, deformità (in Francis Bacon), iperrealismo, parziale imperfezione, impressionismo, messaggio sociale, novità, onirismo, provocazione, simbolismo, stilizzazione, surrealismo.

### Criteri oggettivi nella valutazione della bellezza corporea
- Criteri puramente estetici: armonia nella composizione, omogeneità, spiccata rappresentazione del sesso a cui appartiene l'oggetto, proporzioni vitruviane, simmetria.
- Criteri di tipo riproduttivo: armonia nella composizione, caratteri sessuali secondari, conformità allo standard genetico e etnico, forza, giovinezza, funzionalità dei genitali, salute.
- Criteri di tipo genetico: completamento delle proprie lacune o eccessi fisici o mentali, diversità etnica, simmetria.

### Criteri obiettivi nella valutazione della bellezza matematica
Anche le formule matematiche possono essere considerate belle (anche se spesso si preferisce il termine eleganti). La formula di Eulero: {\displaystyle e^{i\pi }+1=0} è comunemente considerata uno dei più bei teoremi della matematica (vedi Identità di Eulero).

La poetessa Edna St. Vincent Millay scrisse che "soltanto Euclide ha guardato nella nuda bellezza", alludendo all'austera bellezza che molte persone trovano nel ragionamento matematico connesso alla geometria euclidea.
Altro legame tra matematica e bellezza che ha giocato un ruolo prominente nella filosofia di Pitagora era la possibilità di disporre e arrangiare i toni musicali in sequenze matematiche, che si ripetono a intervalli regolari chiamati "ottave".
La cosiddetta "proporzione aurea", rappresentata dalla lettera greca Phi(Φ), e approssimativamente uguale a 1,618, è stata considerata da molti "bella". Viene anche chiamata la "divina proporzione" ed è spesso riscontrata in natura. Per esempio, nella conchiglia di un nautilus, il rapporto tra sezioni successive è circa 1,618.
Possiamo trovare parallelismo tra la bellezza matematica e le altre:
- Corrispondenza al vero, p. es. nelle equazioni che descrivono accuratamente un fenomeno fisico.
- Per le equazioni di Benoît Mandelbrot si è visto che spesso determinano grafici con proporzioni di tipo vitruviano, oppure si possono rappresentare graficamente in forme simili a generici alberi, montagne, nubi, ecc.
- Perfezione (intesa come non violazione della regola che tiene insieme il tutto), come nel quadrato panmagico di Nasik o nel Cubo magico 5x5x5.

## La bellezza nel cristianesimo
(Salmi44)
Per Agostino Dio è la “Bellezza di ogni bellezza” (Confessioni 3,6,10), e scrive nei Soliloqui: "Oh Dio bene e bellezza, fondamento, principio ordinatore del bene e della bellezza di tutti gli esseri che sono buoni e belli” (Soliloqui, 1,3).
(Agostino d'Ippona, De Trinitate, 6,10,12)

### Arte e bellezza
Il bisogno di bellezza nell'umanità può realizzarsi attraverso un cammino di ricerca che dall'amore per le bellezze dell'arte e del creato - bellezza sensibile riflesso di quella di Dio - la elevi spiritualmente. 
La bellezza porta al sommo amore, che è Cristo: infatti tale ricerca, incentrata sul trascendente, porta al Suo amore infinito, alla Sua luminosa bellezza.
Papa Paolo VI

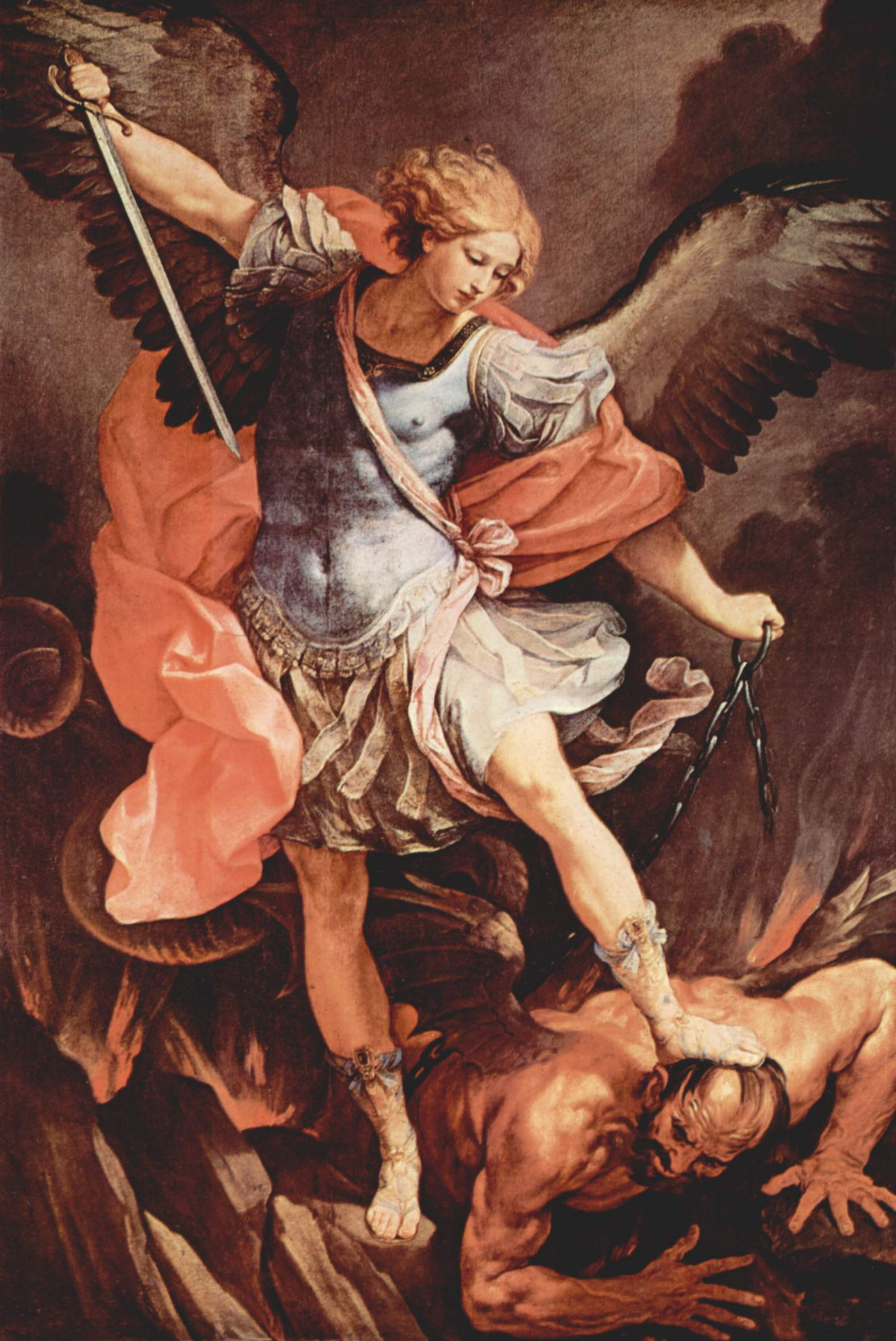
Guido Reni, San Michele arcangelo, 1635, olio su tela, 293 x 202 cm, Chiesa di Santa Maria Immacolata a via Veneto, Roma

Dal Messaggio agli artisti, 8 dicembre 1965: «Questo mondo nel quale viviamo ha bisogno di bellezza per non sprofondare nella disperazione. La bellezza, come la verità, è ciò che infonde gioia al cuore degli uomini, è quel frutto prezioso che resiste al logorio del tempo, che unisce le generazioni e le fa comunicare nell’ammirazione. E questo grazie alle vostre mani...»
Papa Giovanni Paolo II
Dalla Lettera agli artisti, 4 aprile 1999: «Il tema della bellezza è qualificante per un discorso sull'arte. Esso si è già affacciato, quando ho sottolineato lo sguardo compiaciuto di Dio di fronte alla creazione. Nel rilevare che quanto aveva creato era cosa buona, Dio vide anche che era cosa bella. Il rapporto tra buono e bello suscita riflessioni stimolanti. La bellezza è in un certo senso l'espressione visibile del bene, come il bene è la condizione metafisica della bellezza. Lo avevano ben capito i Greci che, fondendo insieme i due concetti, coniarono una locuzione che li abbraccia entrambi: "kalokagathía", ossia "bellezza-bontà". Platone scrive al riguardo: «La potenza del Bene si è rifugiata nella natura del Bello.»
E vivendo ed operando che l'uomo stabilisce il proprio rapporto con l'essere, con la verità e con il bene. L'artista vive una peculiare relazione con la bellezza. In un senso molto vero si può dire che la bellezza è la vocazione a lui rivolta dal Creatore col dono del «talento artistico». E, certo, anche questo è un talento da far fruttare, nella logica della parabola evangelica dei talenti (25,14-30).
Tocchiamo qui un punto essenziale. Chi avverte in sé questa sorta di scintilla divina che è la vocazione artistica - di poeta, di scrittore, di pittore, di scultore, di architetto, di musicista, di attore... - avverte al tempo stesso l'obbligo di non sprecare questo talento, ma di svilupparlo, per metterlo a servizio del prossimo e di tutta l'umanità.»
Papa Benedetto XVI
Nel giugno del 2005 papa Benedetto XVI presentando il Compendio del Catechismo della Chiesa Cattolica pose l'attenzione sul rapporto tra sacro e immagine: «Nel testo sono anche inserite delle immagini… Immagine e parola s’illuminano così a vicenda. L’arte «parla» sempre, almeno implicitamente, del divino, della bellezza infinita di Dio, riflessa nell’Icona per eccellenza: Cristo Signore, Immagine del Dio invisibile. Le immagini sacre, con la loro bellezza, sono anch’esse annuncio evangelico ed esprimono lo splendore della verità cattolica, mostrando la suprema armonia tra il buono e il bello, tra la via veritatis e la via pulchritudinis.»
Papa Francesco
Dal messaggio inviato dal Pontefice ai partecipanti alla XXI Seduta Pubblica delle Pontificie Accademie, sul tema Scintille di bellezza per un volto umano delle città, 6 dicembre 2016: «Prendersi cura delle persone, a cominciare dai più piccoli e indifesi, e dei loro legami quotidiani, significa necessariamente prendersi cura anche dell’ambiente in cui essi vivono. Piccoli gesti, semplici azioni, piccole scintille di bellezza e di carità possono risanare, “rammendare” un tessuto umano, oltre che urbanistico e ambientale, spesso lacerato e diviso, rappresentando una concreta alternativa all’indifferenza e al cinismo.
Emerge, così, il compito importante e necessario degli artisti, particolarmente di quanti sono credenti e si lasciano illuminare dalla bellezza del vangelo di Cristo: creare opere d’arte che portino, proprio attraverso il linguaggio della bellezza, un segno, una scintilla di speranza e di fiducia lì dove le persone sembrano arrendersi all’indifferenza e alla bruttezza. Architetti e pittori, scultori e musicisti, cineasti e letterati, fotografi e poeti, artisti di ogni disciplina, sono chiamati a far brillare la bellezza soprattutto dove l’oscurità o il grigiore domina la quotidianità; sono custodi della bellezza, annunciatori e testimoni di speranza per l’umanità, come hanno più volte ripetuto i miei Predecessori. Li invito, pertanto, ad avere cura della bellezza, e la bellezza curerà tante ferite che segnano il cuore e l’animo degli uomini e delle donne dei nostri giorni.»
Dal Discorso agli artisti, 24 febbraio 2018: «Voi siete chiamati, mediante i vostri talenti e attingendo alle fonti della spiritualità cristiana, a proporre ‘un modo alternativo di intendere la qualità della vita, [e incoraggiare] uno stile di vita profetico e contemplativo, capace di gioire profondamente senza essere ossessionato dal consumo’, e a servire la creazione e la tutela di “oasi di bellezza” nelle nostre città troppo spesso cementificate e senz’anima. Voi siete chiamati a far conoscere la gratuità della bellezza.»

## Film
- La passione di Giovanna d'Arco (1928, regia di Carl Theodor Dreyer)
- E Dio creò la donna (1956, regia di Roger Vadim), con Brigitte Bardot.
- 8½, (1963, di Federico Fellini).
- Il banchetto di Platone (1988, regia di Marco Ferreri), con Irene Papas e Philippe Léotard
- American Beauty (1999, regia di Sam Mendes), copione di Alan Ball. Premio Oscar.
- La grande bellezza (2013, regia di Paolo Sorrentino), con Toni Servillo, Carlo Verdone, Sabrina Ferilli, Carlo Buccirosso.